# Wild One
Wild One je jedenácté studiové album kanadské rockové skupiny The Guess Who, vydané v roce 1972.

## Seznam skladeb
| Pořadí | Název                   | Autor         | Délka |
| ------ | ----------------------- | ------------- | ----- |
| 1.     | Wild One                | Kobel         | 2:53  |
| 2.     | Baby Feelin'            | Kidd          | 1:59  |
| 3.     | I Want You to Love Me   | Kale          | 2:19  |
| 4.     | Don't Be Scared         | Johnson       | 2:09  |
| 5.     | Tuff E Nuff             | Tomasco       | 2:30  |
| 6.     | Pretty Blue Eyes        | Randazzo      | 2:36  |
| 7.     | Could This Be Love      | McCoy, Miller | 2:07  |
| 8.     | Shot of Rhythm N' Blues | Thompson      | 2:05  |
| 9.     | If You Don't Want Me    | Cummings      | 3:03  |